# Bruce A. Young

Bruce A. Young, 2024

Bruce A. Young (* 22. April 1956) ist ein US-amerikanischer Fernseh-, Film- und Theaterschauspieler.

## Leben
Young ist vor allem wegen seiner Darstellung des Captain Simon Banks in der von UPN produzierten Serie Der Sentinel – Im Auge des Jägers bekannt. Es folgten Rollen in großen Produktionen wie Lockere Geschäfte, Jurassic Park III, Die Farbe des Geldes, Basic Instinct, Into Temptation, Undisputed – Sieg ohne Ruhm und Genug – Jeder hat eine Grenze. Daneben hatte er vor allem Gastrollen in Serien wie Cold Case – Kein Opfer ist je vergessen, Ghost Whisperer – Stimmen aus dem Jenseits, Grey’s Anatomy und Prison Break.
Von 1983 bis 1987, während er mit der Organic Theater Company in Chicago war, war er am Stück Dungeon Master als Darsteller und Produzent beteiligt. Dort wurden Improvisationstheater und Live Action Role Playing miteinander verbunden. Sogar Zuschauer aus dem Publikum wurden mit in die Stücke eingebunden. Nachdem Young sich überwiegend der Filmschauspielerei widmete, wurde Dungeon Master eingestellt. Einen Neustart erfuhr das Programm 2001, als sich Young wieder mehr der Theaterschauspielerei zuwandte. Seit 2006 ist er dort allerdings nicht mehr aktiv.

## Filmografie (Auswahl)
- 1981: Thief
- 1983: Lockere Geschäfte (Risky Business)
- 1986: Nothing in Common – Sie haben nichts gemeinsam (Nothing in Common)
- 1986: Die Farbe des Geldes (The Color of Money)
- 1987: 21 Jump Street – Tatort Klassenzimmer (21 Jump Street, Fernsehserie, 2 Folgen)
- 1989: Brennpunkt L.A. (Lethal Weapon 2)
- 1991: Hot Shots! – Die Mutter aller Filme (Hot Shots!)
- 1992: Basic Instinct
- 1992: Trespass
- 1994: Blink
- 1994: Die nackte Kanone 33⅓ (Naked Gun 33⅓: The Final Insult)
- 1994: The War
- 1995: Akte X – Die unheimlichen Fälle des FBI (The X-Files, Fernsehserie, Episode 2x15)
- 1995: The Tie That Binds
- 1996: Phenomenon – Das Unmögliche wird wahr
- 1996–1999: Der Sentinel – Im Auge des Jägers (The Sentinel, Fernsehserie, 65 Episoden)
- 2001: Jurassic Park III
- 2002: Ticker
- 2002: Genug – Jeder hat eine Grenze (Enough)
- 2004: Cold Case – Kein Opfer ist je vergessen (Cold Case, Fernsehserie, Episode 2x05)
- 2005: Grey’s Anatomy (Fernsehserie, Episode 2x06)
- 2005: Edmond
- 2006: Prison Break (Fernsehserie, 2 Episoden)
- 2007: Ghost Whisperer – Stimmen aus dem Jenseits (Ghost Whisperer, Fernsehserie, Episode 2x19)
- 2009: Into Temptation
- 2015–2017: Star Trek: Renegades (Fernsehserie, 2 Episoden)